# حاييم لاندو
حاييم لاندو (بالعبرية: חיים לנדאו‏) (10 سبتمبر 1916 - 16 أكتوبر 1981) كان مقاتل إسرائيلي في حرب الاستقلال وعضو الكنيست ووزير في حكومة مناحيم بيجن.